# Coşkun Çörüz

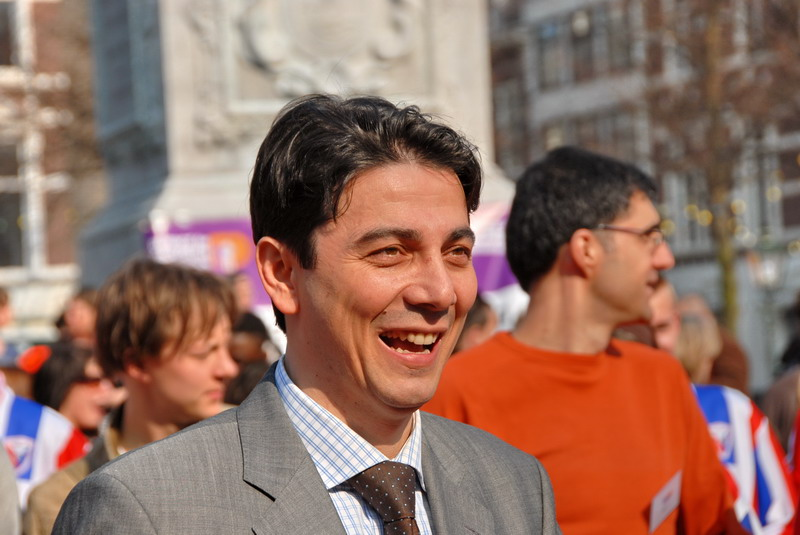
Coşkun Çörüz (2007)

Coşkun Çörüz (* 15. August 1963 in Salıpazarı, Türkei) ist ein niederländischer Politiker türkischer Herkunft. Er ist seit dem 29. Mai 2001 Mitglied des niederländischen Parlaments, innerhalb der Fraktion der CDA (Christen-Democratisch Appèl). In der Vergangenheit war er Mitarbeiter in den Bereichen Jugend, Bildung und Recht an dem Amsterdamer Zentrum für Ausländer (ACB).

## Biographie
Çörüz studierte an der Universität Amsterdam Rechtswissenschaften sowie zwei Jahre Wirtschaft. Im Jahr 1998 wurde er Mitglied im Gemeinderat von Haarlem, und in der Zwischenzeit kam er 2001 in die Zweite Kammer. Dort befasst er sich mit den Bereichen Jugend (einschließlich Jugendkriminalität), Verfassungs- und Verwaltungsrecht, Menschenrechte und Völkerrecht.
Neben seinen politischen Ämtern ist Çörüz auch Vorsitzender des Rates des European Minority Youth Committee sowie Vorsitzender der Stiftung „Sonderlehrstuhl Islam“ (Stichting Bijzondere Leerstoel Islam) an der Universität von Amsterdam. Er ist Mitglied des Beirats der Stiftung „Weltanschauungen im Dialog“ (Stichting Levensbeschouwingen in Dialoog) und der Kommission für Gleichbehandlung (Commissie gelijke behandeling), die unverbindliche Auskünfte bei dem Verdacht auf Diskriminierung gibt.
Seit 2006 ist ein Gesetzesvorschlag von Çörüz der Zweiten Kammer vorgelegt. Der Gesetzentwurf zielt darauf ab, bei der Gefährdungshaftung der Eltern für ihre Kinder das geltende Alter für diese von 14 auf 18 zu erhöhen. Am 22. September 2009 sagte Çörüz im De Telegraaf das Verhalten der Jugend in Amsterdam und Rotterdam am Ende des Ramadan sei empörend, unangebracht und unislamisch. Demnach seien es immer die gleichen Leute, die ein Ärgernis darstellen und die seiner Meinung nach für die Kosten der Schäden aufkommen können.

## Persönliches
Çörüz lebt in Haarlem, ist verheiratet und hat zwei Kinder.